# Pignataro Interamna
Pignataro Interamna es una localidad y comune italiana de la provincia de Frosinone, región de Lacio, con 2554 habitantes.

## Evolución demográfica
| Gráfica de evolución demográfica de Pignataro Interamna entre 1861 y 2001 |
|                                                                           |
| Fuente ISTAT - elaboración gráfica de Wikipedia                           |